# Умкірх
Умкірх (нім. Umkirch) — громада в Німеччині, знаходиться в землі Баден-Вюртемберг. Підпорядковується адміністративному округу Фрайбург. Входить до складу району Брайсгау-Верхній Шварцвальд.
Площа — 8,72 км2. Населення становить 5808 ос. (станом на 31 грудня 2020).